# Ballsh
Ballsh (alb. Ballsh lub Ballshi) – miasto w południowej części Albanii, nad rzeką Gjanicą w okręgu Mallakastra, którego jest też stolicą; ok. 9 tys. mieszkańców. Stolica gminy miejskiej Ballsh.
Prawa miejskie uzyskało w 1970. W okolicy znajdują się pola naftowe, eksploatowane w okresie władzy komunistycznej. Dziś wydobycie ropy prowadzi się tylko w kilku szybach; w mieście działa rafineria, produkująca obok paliwa także m.in. znaczące ilości smoły.
W Ballsh kończy się linia kolejowa, biegnąca tutaj z miasta Fier.